# Stelle principali della costellazione della Chioma di Berenice
Segue un prospetto delle stelle principali della costellazione della Chioma di Berenice, elencate per magnitudine decrescente.